# Amazon Fire TV
Amazon Fire TV és un dispositiu de streaming fabricat per Amazon, venut també amb forma de dongle amb el nom de Fire TV Stick. De fet permet convertir un televisor antic amb connector HDMI en un Smart TV, sense la necessitat de fer servir un mòvil com fan altres dispositius. La seva primera versió va ser llançada al novembre de 2014 només en Estats Units i va anar evolucionant fins a Alexa, l'assistent virtual el 2016. Aquest mateix any, Jeff Bezos va decidir comercialitzar el producte a Espanya, encara que en la seva versió Basic.
El producte es va començar a comercialitzar després de la pèrdua de vendes experimentada per la companyia en el tercer trimestre de l'any 2014. El llançament del Fire Phone aquest mateix any no va aconseguir fer créixer les vendes i es va presentar el Fire TV Stick com una alternativa per a totes les butxaques i poder d'aquesta manera aconseguir remuntar les vendes durant la temporada nadalenca.
El Fire TV Stick es pot descriure com un dongle que es connecta a l'entrada HDMI del televisor,és a dir es tracta d'un adaptador HDMI (amb un cable USB opcional per connectar a una font d'alimentació), que, mitjançant una xarxa d'Internet sense fils, permet que els usuaris accedeixin a plataformes tan populars com Netflix, Youtube i Spotify, i a més a més, puguin executar al voltant de 4000 jocs i aplicacions entre d'altres opcions. Per aquests diferents serveis i el preu és d'uns 59,99 € (39,99 € per als usuaris Amazon Prime), el dispositiu es posiciona en el mercat com el principal rival de Chromecast. A diferència d'aquest últim,Fire TV Stick no necessita connectar-se a un smartphone, tablet o cap altre dispositiu per poder generar el senyal de vídeo, de manera que aquesta independència destaca sobre el Chromecast i el converteix en una molt millor opció.

## Programari
El sistema operatiu del Fire TV Stick està basat en Android, però ni fa servir els serveis de Google ni permet instal·lar cap tipus d'aplicació de Play Store. Totes les aplicacions han de ser compatibles amb Fire TV, encara que es poden instal·lar les .apk de forma manual.

### Funcionament[3]
Una vegada connectat el cable HDMI (i el cable USB en els models que en porti),al televisor, monitor o projector, només cal connectar-se a una xarxa Wifi configurada amb les dades d'un compte Amazon. La interfície del sistema té tres apartats principals:
- Inici: és la pantalla principal, des d'on es poden executar les aplicacions instal·lades, així com a altres continguts relacionats amb elles.
- Categories: és on hi ha aquestes aplicacions classificades per categories: Cuina, Compres, Comunicació, Educació, Entreteniment, Fotografia, Jocs, Música, Notícies, etc.
- Configuració: és on es pot aacedir als ajustos disponibles que calgui fer en el dispositiu, des de la possibilitat de connectar dispositius bluetooth com auriculars, altaveus o comandaments de jocs, fins a la informació de les aplicacions instal·lades, comptes iniciats, secció d'ajuda, opcions d'imatge i so, replicació de pantalles, etc.

El comandament Fire TV Stick de la primera generació, per la seva banda, funciona amb dues piles AAA i tots els seus botons són mecànics, on destaca el cercle superior que serveix per poder-se desplaçar entre els diferents menús, així com per al control dels jocs. A diferència del producte nord-americà, el comandament d'aquest Fire TV Stick no inclou cap micròfon, ja que Alexa encara no està disponible ni en castellà ni en català. És per això que rep el qualificatiu de Basic Edition. En canvi el Fire TV Stick de segona generació ja disposa del botó d'ordres de veu i és capaç de comunicar-se amb Alexa